# نمل (یمن)
 نمل  نام روستایی است در عزلهٔ (القریة)، أسفل (جبل مسور)، از سمت شمال، از توابع استان مأرب در کشور یمن در شبه جزیره عربستان است. 
جمعیت آن ۱۴۵ نفر (۱۱ خانوار) می‌باشد.